# Oded Binnun
Oded Binnun (* 1975) ist ein israelischer Filmemacher von überwiegend Kurzfilmen, der bei der Oscarverleihung 2015 zusammen mit Mihal Brezis für den Oscar in der Kategorie Bester Kurzfilm für ihre Arbeit bei Aya nominiert war. Binnun studierte am Sam Spiegel Film Institute in Jerusalem. Neben seinem Filmschaffen führte er Regie bei Musikvideos und Werbespots. Derzeit arbeitet er zusammen mit Brezis an seinem Langfilmdebüt, das mit Mitteln des Israel Film Fund finanziert wird.

## Filmographie
- 2003: Sabbath Entertainment (Oneg Shabat, Kurzfilm, Regisseur, Drehbuchautor und Kameramann)
- 2004: Proyect Gvul (Kurzfilm, Kameramann)
- 2005: Tuesday’s Women (Hanashim Shel Yom Slishi, Kurzfilm, Regisseur und Kameramann)
- 2006: Mortgage (Fernsehfilm, Kameramann)
- 2006: Stellvertreterin (Kurzfilm, Drehbuchautor)
- 2009: Lost Paradise (Kurzfilm, Regisseur, Drehbuchautor und Kameramann)
- 2012: Aya (Kurzfilm, Regisseur und Drehbuchautor)
- 2018: Das etruskische Lächeln (The Etruscan Smile, Langfilm, Regisseur)